# Crenatocetus
Crenatocetus (від латинської: crena, «виїмка», та cetus, «кит») — вимерлий рід ранніх протоцетидних китів, що містить один вид, Crenatocetus rayi, що мешкав уздовж Атлантичної прибережної рівнини Сполучених Штатів під час лютеціанського періоду в кінці середнього еоцену. Вид названий на честь палеонтолога Клейтона Е. Рея, колишнього куратора Національного музею природної історії.
Довжина черепа оцінюється в 75 см, що робить Crenatocetus протоцетидом середнього розміру. Georgiacetus є старшим і більш примітивним близьким родичем, тоді як Pappocetus є молодшим і більш похідним родичем.
Голотип USNM 392014, знайдений у 1985 році у вантажівці «морського мергелю», ймовірно, перевезеної з Нью-Берна, Північна Кароліна, являє собою два неповних зубних зуба з лівим P4 і зламаним M1-3; правий частковий P4, частковий M1-2 і повний M3. Типовою місцевістю є кар’єр Мартіна Марієтта Нью-Берн, округ Крейвен, Північна Кароліна.